# 四輔
四輔是中國古代星官之一，属三垣之中的紫微垣，共有四顆星，圍著北極五星之一的天樞。其象徵著北極這星空皇帝的輔臣，在现在通用的88星座中属于鹿豹座。

## 四辅四星
| 中國星名 | 現代星名  | 所屬星座 | 備註 |
| -------- | --------- | -------- | ---- |
| 四輔一   |           | 小熊座   |      |
| 四輔二   | HIP 51384 | 鹿豹座   |      |
| 四輔三   | HIP 51502 | 鹿豹座   |      |
| 四輔四   |           | 鹿豹座   |      |

## 四辅增一星
清钦天监1752年编成《仪象考成》星表，四辅增加了1颗肉眼可见的星。
| 中國星名 | 現代星名  | 所屬星座 | 備註 |
| -------- | --------- | -------- | ---- |
| 四辅增一 | HIP 47193 | 天龍座   |      |

## 古書記載
- 《晉書‧天文志》：「抱北極四星曰四輔，所以輔佐北極而出度授政也。」
- 《宋史‧天文志》：「四輔四星，又名四弼，是曰帝之四鄰，所以輔佐北極，而出度授政也。閎云：『四輔一名中斗。』或以為後宮，非是。」